# Discografia di Macklemore
La discografia di Macklemore comprende due album in studio, due EP, quindici singoli come artista solista. Ha inoltre pubblicato due album e numerosi singoli di successo in collaborazione con Ryan Lewis, vendendo complessivamente oltre 15 milioni di copie.

## Album
| Anno | Album                                                                              | Posizioni in classifica | Posizioni in classifica | Posizioni in classifica | Posizioni in classifica | Posizioni in classifica | Posizioni in classifica | Posizioni in classifica | Posizioni in classifica | Posizioni in classifica | Posizioni in classifica | Certificazioni                                       |
| Anno | Album                                                                              | U.S.                    | UK                      | AUS                     | IRE                     | CAN                     | NZ                      | ITA                     | SWI                     | GER                     | NLD                     | Certificazioni                                       |
| ---- | ---------------------------------------------------------------------------------- | ----------------------- | ----------------------- | ----------------------- | ----------------------- | ----------------------- | ----------------------- | ----------------------- | ----------------------- | ----------------------- | ----------------------- | ---------------------------------------------------- |
| 2005 | The Language of My World - Uscita: 1 gennaio 2005 - Formati: CD, download digitale | —                       | —                       | —                       | —                       | —                       | —                       | —                       | —                       | —                       | —                       |                                                      |
| 2017 | Gemini - Uscita: 22 settembre 2017 - Formati: CD, download digitale                | 2                       | 13                      | 3                       | 6                       | 1                       | 3                       | 8                       | 3                       | 10                      | 9                       | - CAN: Oro - FRA: Oro - ITA: Oro - UK: Oro - US: Oro |
| 2023 | Ben - Uscita: 3 marzo 2023 - Formati: Vinile, CD, download digitale                | —                       | —                       | —                       | —                       | —                       | —                       | —                       | —                       | —                       | —                       |                                                      |

### Extended Play
| Anno | Informazioni                                                                       |
| ---- | ---------------------------------------------------------------------------------- |
| 2000 | Open Your Eyes - Extended play - Usscita: 21 ottobre 2000 - Formato: CD, streaming |

## Singoli
| Anno                                         | Singolo                                        | Posizioni in classifica | Posizioni in classifica | Posizioni in classifica | Posizioni in classifica | Posizioni in classifica | Posizioni in classifica | Posizioni in classifica | Posizioni in classifica | Posizioni in classifica | Posizioni in classifica | Certificazioni e vendite                                                                      | Album                    |
| Anno                                         | Singolo                                        | U.S.                    | UK                      | AUS                     | CAN                     | IRE                     | NZ                      | ITA                     | SWI                     | GER                     | FRA                     | Certificazioni e vendite                                                                      | Album                    |
| -------------------------------------------- | ---------------------------------------------- | ----------------------- | ----------------------- | ----------------------- | ----------------------- | ----------------------- | ----------------------- | ----------------------- | ----------------------- | ----------------------- | ----------------------- | --------------------------------------------------------------------------------------------- | ------------------------ |
| 2005                                         | Love Song (con Evan Roman)                     | —                       | —                       | —                       | —                       | —                       | —                       | —                       | —                       | —                       | —                       |                                                                                               | The Language of My World |
| 2009                                         | The Town                                       | —                       | —                       | —                       | —                       | —                       | —                       | —                       | —                       | —                       | —                       |                                                                                               | The Unplanned Mixtape    |
| 2011                                         | And We Danced (con Ziggy Stardust)             | —                       | —                       | —                       | —                       | 67                      | —                       | —                       | 36                      | —                       | 89                      |                                                                                               | The Unplanned Mixtape    |
| 2016                                         | Drug Dealer                                    | —                       | —                       | —                       | 56                      | —                       | —                       | —                       | —                       | —                       | —                       |                                                                                               | Singolo                  |
| 2017                                         | Glorious (con Skylar Grey)                     | 49                      | 23                      | 2                       | 27                      | 9                       | 1                       | 17                      | 17                      | 15                      | 20                      | - AUS: 6x Platino - CAN: 2x Platino - FRA: Diamante - ITA: 2x Platino - UK: Oro - US: Platino | Gemini                   |
| 2017                                         | Marmalade (con Lil Yachty)                     | —                       | —                       | 80                      | 49                      | —                       | —                       | —                       | 97                      | —                       | —                       | - CAN: Oro                                                                                    | Gemini                   |
| 2017                                         | Good Old Days (con Kesha)                      | 48                      | 79                      | 8                       | 40                      | 34                      | 14                      | —                       | 24                      | 50                      | 56                      | - AUS: 3x Platino - CAN: Platino - ITA: Oro - US: Platino                                     | Gemini                   |
| 2019                                         | I Don't Belong in This Club (con Why Don't We) | —                       | —                       | 80                      | —                       | 63                      | 25                      | —                       | —                       | —                       | —                       | - US: Oro                                                                                     | Singolo                  |
| 2019                                         | Shadow                                         | —                       | —                       | —                       | —                       | —                       | —                       | —                       | —                       | —                       | —                       |                                                                                               | Singolo                  |
| 2019                                         | It's Christmas Time                            | —                       | —                       | —                       | —                       | —                       | —                       | —                       | —                       | —                       | —                       |                                                                                               | Singolo                  |
| 2021                                         | Next Year (con Windser)                        | —                       | —                       | —                       | —                       | —                       | —                       | —                       | —                       | —                       | —                       |                                                                                               | Singolo                  |
| 2022                                         | Chant (con Tones and I)                        | —                       | —                       | 81                      | —                       | —                       | —                       | —                       | —                       | —                       | —                       |                                                                                               | Ben                      |
| 2022                                         | Maniac (con Windser)                           | —                       | —                       | —                       | —                       | —                       | —                       | —                       | —                       | —                       | —                       |                                                                                               | Ben                      |
| 2022                                         | Faithful (con NLE Choppa)                      | —                       | —                       | —                       | —                       | —                       | —                       | —                       | —                       | —                       | —                       |                                                                                               | Ben                      |
| 2023                                         | Heroes (con DJ Premier)                        | —                       | —                       | —                       | —                       | —                       | —                       | —                       | —                       | —                       | —                       |                                                                                               | Ben                      |
| 2023                                         | No Bad Days (con Collett)                      | —                       | —                       | —                       | —                       | —                       | —                       | —                       | —                       | —                       | —                       |                                                                                               | Ben                      |
| 2024                                         | Hind's Hall                                    | —                       | —                       | —                       | —                       | —                       | —                       | —                       | —                       | —                       | —                       |                                                                                               | Singolo                  |
| "—" indica singoli non entrati in classifica |                                                |                         |                         |                         |                         |                         |                         |                         |                         |                         |                         |                                                                                               |                          |

### Collaborazioni
| Anno | Singolo                                                    | Posizione in classifica | Posizione in classifica | Posizione in classifica | Posizione in classifica | Posizione in classifica | Posizione in classifica | Posizione in classifica | Posizione in classifica | Posizione in classifica | Posizione in classifica | Certificazioni                                                                                      | Album                                     |
| Anno | Singolo                                                    | U.S.                    | UK                      | AUS                     | CAN                     | IRE                     | NZ                      | ITA                     | SWI                     | GER                     | FRA                     | Certificazioni                                                                                      | Album                                     |
| ---- | ---------------------------------------------------------- | ----------------------- | ----------------------- | ----------------------- | ----------------------- | ----------------------- | ----------------------- | ----------------------- | ----------------------- | ----------------------- | ----------------------- | --------------------------------------------------------------------------------------------------- | ----------------------------------------- |
| 2013 | Gold Rush (Clinton Sparks con Macklemore e 2 Chainz)       | —                       | —                       | 24                      | —                       | —                       | —                       | —                       | —                       | —                       | —                       | | ICONoclast                                |
| 2018 | These Days (Rudimental con Macklemore e Jess Glynne)       | —                       | 1                       | 2                       | 31                      | 3                       | 4                       | 4                       | 3                       | 3                       | 16                      | - AUS: 5x Platino - CAN: 2x Platino - FRA: Platino - ITA: 2x Platino - UK: 3x Platino - US: Platino | Eve-OlutionRemixed & Unplugged in A Minor |
| 2019 | Summer Days (Martin Garrix con Macklemore e Patrick Stump) | 100                     | 26                      | 47                      | 37                      | 8                       | 12                      | 98                      | 22                      | 24                      | 26                      | - AUS: Oro - FRA: Oro - UK: Argento - US: Oro                                                       | Singolo                                   |